# Монтегю (Верхние Пиренеи)
Монтегю́ (фр. Montégut, окс. Montagut) — коммуна во Франции, находится в регионе Юг — Пиренеи. Департамент — Верхние Пиренеи. Входит в состав кантона Сен-Лоран-де-Нест. Округ коммуны — Баньер-де-Бигор.
Код INSEE коммуны — 65319.

## География
Коммуна расположена приблизительно в 660 км к югу от Парижа, в 100 км юго-западнее Тулузы, в 40 км к юго-востоку от Тарба.
По территории коммуны протекает река Нистос.

## Климат
Климат умеренно-океанический с солнечной тёплой погодой и обильными осадками на протяжении практически всего года.

## Население
Население коммуны на 2010 год составляло 131 человек.
| 1962 | 1968 | 1975 | 1982 | 1990 | 1999 | 2010 |
| ---- | ---- | ---- | ---- | ---- | ---- | ---- |
| 139  | 128  | 119  | 146  | 135  | 136  | 131  |

## Администрация
| Период | Период | Фамилия      | Партия | Примечания |
| ------ | ------ | ------------ | ------ | ---------- |
| 2001   | 2020   | Мишель Тайез |        |            |

## Экономика
В 2010 году среди 87 человек трудоспособного возраста (15-64 лет) 55 были экономически активными, 32 — неактивными (показатель активности — 63,2 %, в 1999 году было 71,6 %). Из 55 активных жителей работали 48 человек (29 мужчин и 19 женщин), безработных было 7 (3 мужчин и 4 женщины). Среди 32 неактивных 4 человека были учениками или студентами, 21 — пенсионерами, 7 были неактивными по другим причинам.